# David Weinstock
David Weinstock (Amburgo, 25 settembre 1998) è un giocatore di football americano tedesco, che gioca come centro per i Rhein Fire.
Dopo aver giocato per le giovanili degli Hamburg Swans si trasferisce agli Hamburg Huskies, nei quali militerà dal 2013 al 2019 ad eccezione di un periodo passato in due squadre universitarie statunitensi. Nel 2021 passa quindi in ELF, agli Hamburg Sea Devils prima e ai Rhein Fire poi.

## Palmarès
- 1 EFL Championship (Rhein Fire, 2024)